# Svenska mästerskapen i längdskidåkning 1980
Svenska mästerskapen i längdskidåkning 1980 arrangerades i Hudiksvall.

## Medaljörer, resultat

### Herrar
| Gren              | Guld                                                    | Guld                                                    | Silver            | Silver         | Brons                | Brons          |
| 15 km             | Thomas Wassberg                                         | Åsarna IK                                               | Jan Ottosson      | Åsarna IK      | Sven-Erik Danielsson | Dala-Järna IK  |
| 30 km             | Thomas Wassberg                                         | Åsarna IK                                               | Stig Jäder        | Jäderfors SK   | Sven-Åke Lundbäck    | Bergnäsets AIK |
| 50 km             | Thomas Wassberg                                         | Åsarna IK                                               | Sven-Åke Lundbäck | Bergnäsets AIK | Stig Jäder           | Jäderfors SK   |
| Stafett 3 x 10 km | Åsarna IK (Hans Persson, Jan Ottosson, Thomas Wassberg) | Åsarna IK (Hans Persson, Jan Ottosson, Thomas Wassberg) |                   |                |                      |                |
| Lagtävling 15 km  | Åsarna IK                                               | Åsarna IK                                               |                   |                |                      |                |
| Lagtävling 30 km  | Åsarna IK                                               | Åsarna IK                                               |                   |                |                      |                |
| Lagtävling 50 km  | Åsarna IK                                               | Åsarna IK                                               |                   |                |                      |                |

### Damer
| Gren             | Guld                                                                 | Guld                                                                 | Guld      | Silver          | Silver      | Brons                 | Brons           |
| 5 km             | Lena Carlzon-Lundbäck                                                | Malmbergets AIF                                                      | 20.09,6   | Marie Johansson | Ludvika FFI | Eva Olsson            | Delsbo IF       |
| 10 km            | Marie Johansson                                                      | Ludvika FFI                                                          | 34.12,05  | Eva Olsson      | Delsbo IF   | Lena Carlzon-Lundbäck | Malmbergets AIF |
| 20 km            | Eva Olsson                                                           | Delsbo IF                                                            | 1.13.17,0 | Karin Lamberg   | Hagunda IF  | Marie Johansson       | Ludvika FFI     |
| Stafett 3 x 5 km | Malmbergets AIF (Doris Niva, Helen Johansson, Lena Carlzon-Lundbäck) | Malmbergets AIF (Doris Niva, Helen Johansson, Lena Carlzon-Lundbäck) |           |                 |             |                       |                 |
| Lagtävling 5 km  | Östersunds SK                                                        | Östersunds SK                                                        |           |                 |             |                       |                 |
| Lagtävling 10 km | IFK Mora                                                             | IFK Mora                                                             |           |                 |             |                       |                 |
| Lagtävling 20 km | IFK Mora                                                             | IFK Mora                                                             |           |                 |             |                       |                 |

### Webbkällor
- Svenska Skidförbundet